# Josip Radošević
Josip Radošević (Split, 3. travnja 1994.), hrvatski je nogometaš koji igra na poziciji defenzivnog veznog. Trenutačno igra za Istru 1961.

## Klupska karijera

### Hajduk Split
Josip je počeo igrati nogomet sa sedam godina u mlađim uzrasnim kategorijama Hajduka. S juniorskom momčadi kao kapetan postao je prvakom Hrvatske u sezoni 2011./12.
Sredinom studenoga 2011. godine tadašnji trener bilih Krasimir Balakov prebacio je Radoševića u prvu momčad za koju je debitirao u kup ogledu s Zagrebom, na Poljudu, dok je u prvenstvu debitirao 26. studenoga 2011. godine, u 16. kolu, u ogledu sa Šibenikom. Dolaskom Miše Krstičevića na mjesto trenera Radošević postaje jednim od najstandardnijih igrača Hajduka.

### Napoli
U siječnju 2013. godine potpisao je ugovor za talijanski klub Napoli, a odšteta splitskom Hajduku je 3 mil. €. Dana 25. kolovoza 2013. godine ostvario je svoj debi za momčad iz Napulja u prvom kolu sezone 2013./14. protiv Bologne, zamijenivši Gonzala Higuaína u 84. minuti susreta. Svoj prvi start od prve minute zabilježio je u susretu osmine završnice talijanskog nogometnog kupa protiv Atalante te je u pobjedi od 3:1 odigrao cijelu utakmicu. U siječnju 2016. godine, Radošević je po drugi put poslan na posudbu, ovog puta u španjolski Eibar.

### Red Bull Salzburg
U kolovozu 2016. godine je Splićanin prešao u austrijski Red Bull Salzburg. U prosincu 2016. godine je Radošević zabio u zadnjem kolu skupine I u Europskoj ligi protiv Schalkea 04. U sudačkoj nadoknadi je hrvatski veznjak povećao prednost s pogotkom u praznu mrežu, ali su Austrijanci ostali bez prolaza.

### Hajduk Split
Nakon četiri i pol godine, 2. lipnja 2017. godine, vratio se je u Hajduk potpisavši ugovor na dvije godine.

### Brøndby
Nakon samo godinu dana provedenih u Hajduku po drugi put odlazi iz kluba, ovoga puta u danski Brøndby, uz odštetu od oko milijun €.

## Reprezentativna karijera
Igrao je za mlade hrvatske reprezentacije u dobnim uzrastima, do 16, do 17 i do 19 godina.
Izbornik Igor Štimac pozvao je Radoševića u hrvatsku reprezentaciju za kvalifikacijske oglede u rujnu 2012. godine s Makedonijom i Belgijom. Sa samo 18 godina, 5 mjeseci i 8 dana debitirao je za reprezentaciju kao najmlađi debitant u povijesti u utakmici s Belgijom, 11. rujna 2012. godine, u Bruxellesu. Igrao je do 78. minute utakmice.

## Statistike
Statistika u Hajduku
| Natjecanje        | Nastupi | Zgoditci |
| ----------------- | ------- | -------- |
| Prvenstvo         | 59      | 3        |
| Kup               | 10      | 0        |
| Superkup          | 0       | 0        |
| Međunarodne       | 9       | 1        |
| Splitski podsavez | 0       | 0        |
| Ukupno            | 78      | 4        |
| Prijateljske      | 20      | 1        |
| Sveukupno         | 98      | 5        |

## Priznanja

### Individualna
- Vatrena krila, Najveća mlada nada (1): 2012.

### Klupska
Napoli
- Coppa Italia (1): 2013./14.
- Supercoppa Italiana (1): 2014.

Red Bull Salzburg
- Austrijska Bundesliga (1): 2016./17.
- Austrijski kup (1): 2016./17.

Brøndby
- Danska Superliga (1): 2020./21.

## Osobni život
Rođen je kao četvrti, najmlađi, sin u obitelji Radošević iz Dugopolja. Majka Milica je učiteljica, a otac Božo tehnolog, bivši branitelj, sada u mirovini. Brat Antonio također je nogometaš i igra za NK Dugopolje.

## Vanjske poveznice
- (engl.) Profil na transfermarkt.co.uk
- (engl.) Profil na soccerway.com